# Мурат Илкан
Мурат Илкан (на турски: Murat İlkan) е турски музикант, от 1995 година е вокалист на турската метъл група Пентаграм.

## Биография
Мурат Илкан е роден през 1971 година в град Измир, Турция. През 1986 година се премества да живее в Истанбул, където изучава класическа и турска класическа музика. През 1995 година става член на турската хевиметъл група Пентаграм, неин вокалист.